# Hažín nad Cirochou
Hažín nad Cirochou (in ungherese Kisgézsény, in tedesco Geschen) è un comune della Slovacchia facente parte del distretto di Humenné, nella regione di Prešov.
Il villaggio viene menzionato per la prima volta nel 1336. All'epoca costituiva un possedimento della Signoria di Michalovce. Nel XIX secolo appartenne ai nobili Sztaráy e poi ai Grünwald. 
Qua è nato l'arcivescovo (cattolico) Ján Babjak.